# André Biyogo Poko
André Biyogo Poko (Bitam, 7 de marzo de 1993) es un futbolista gabonés que juega de centrocampista en el Amedspor de la TFF Primera División.

## Selección nacional
Debutó el 11 de agosto de 2010 con la selección de fútbol de Gabón en un amistoso contra la selección de fútbol de Argelia, donde la selección gabonesa ganó con un resultado de 2 a 1, lleva un total de 81 partidos anotando cuatro goles en ellos.

## Clubes
| Club                       | País           | Año       | Partidos | Goles |
| -------------------------- | -------------- | --------- | -------- | ----- |
| U. S. Bitam                | Gabón          | 2009-2011 | ¿?       | ¿?    |
| F. C. Girondins de Burdeos | Francia        | 2011-2016 | 68       | 1     |
| Kardemir Karabükspor       | Turquía        | 2016-2018 | 43       | 0     |
| Göztepe S. K.              | Turquía        | 2018-2020 | 62       | 2     |
| Altay S. K.                | Turquía        | 2021-2022 | 36       | 2     |
| Khaleej Club               | Arabia Saudita | 2022-2023 | 30       | 2     |
| Hapoel Be'er Sheva         | Israel         | 2023-2024 | 31       | 0     |
| N. K. Istra 1961           | Croacia        | 2024-2025 | 8        | 0     |
| Amedspor                   | Turquía        | 2025-     | 10       | 1     |

## Palmarés

### Títulos nacionales
| Título          | Club                       | País    | Año     |
| --------------- | -------------------------- | ------- | ------- |
| Copa de Francia | F. C. Girondins de Burdeos | Francia | 2012-13 |